# Laguna Melincué
Laguna Melincué är en sjö i Argentina.   Den ligger i provinsen Santa Fe, i den centrala delen av landet, 300 km väster om huvudstaden Buenos Aires. Laguna Melincué ligger 84 meter över havet. Arean är 120 kvadratkilometer. Den sträcker sig 11,1 kilometer i nord-sydlig riktning, och 12,2 kilometer i öst-västlig riktning.
Följande samhällen ligger vid Laguna Melincué:
- Melincué (2 228 invånare)

Runt Laguna Melincué är det glesbefolkat, med 16 invånare per kvadratkilometer.